# Fernando de las Fuentes Hernández
Fernando Donato de las Fuentes Hernández (Saltillo, Coahuila, 7 de agosto de 1960) es un político mexicano, miembro del Partido Revolucionario Institucional, que lo ha llevado a ser en dos ocasiones diputado local, en tres diputado federal y presidente municipal de Saltillo.

## Familia y estudios
Fernando de las Fuentes Hernández es hijo de José de las Fuentes Rodríguez y de Elsa Hernández, su padre fue gobernador de Coahuila de 1981 a 1987. Es licenciado en Derecho por la Universidad Autónoma de Coahuila, tiene diplomados es Finanzas Públicas y en Administración Financiera. Se ha desempeñado como docente en la Universidad Autónoma de Coahuila y en la Universidad Autónoma del Noreste. Es miembro del PRI desde 1975.

## Carrera política
Inició su carrera política desempeñándose entre 1982 a 1985 como auxiliar en la Procuraduría General de Justicia de Coahuila, de 1985 a 1987 fue subdirector de Relaciones Públicas de la Universidad Autónoma de Coahuila y este último año, fue asesor del Ministerio Público federal; de 1988 a 1990 fue secretario de la comisión Agraria Mixta.
En 1992 fue coordinador del Comité Ejecutivo Nacional de México Nuevo del PRI en Coahuila. De 1993 a 1997 fue director general de Fomento Turístico de la Secretaría de Fomento Económico y de 1997 a 1999 fue director general de Relaciones Públicas en el gobierno de Coahuila, ambos cargos en el gobierno de Rogelio Montemayor. En 2000 fue presidente comité municipal del PRI en Saltillo.
En 2000 fue elegido por primera ocasión diputado a la LV Legislatura del Congreso del Estado de Coahuila, en la que fue integrante de las comisiones de Gestión Social y Atención Ciudadana. Dejó el cargo en 2002 para ser candidato a diputado federal por el Distrito 7 de Coahuila a la LIX Legislatura de 2003 a 2006, en ella fue secretario de la comisión de Vivienda e integrante de la comisión de Fortalecimiento del Federalismo.
En 2005 pidió licencia a la diputación y fue postulado y electo Presidente municipal de Saltillo, asumiendo el cargo el 1 de enero de 2006, separándose del cargo el 17 de julio de 2008. En 2009 fue nuevamente electo diputado al Congreso del Estado, en esta ocasión a LVIII Legislatura, en donde fue presidente de la Junta de Gobierno y coordinador del Grupo Parlamentario del PRI y culminando su encargo en 2011.
Al año siguiente, 2012, fue elegido nuevamente diputado federal por el Distrito 4 de Coahuila a la LXII Legislatura, desempeñándose como secretario en las comisiones de Defensa Nacional; de Energía; de Hacienda y Crédito Público; de Asuntos Frontera Norte; y de Presupuesto y Cuenta Pública y como integrante de las comisiones de Gobernación; de Minería; Para dar seguimiento al ejercicio de los recursos federales que se destinen o se hayan destinado a la línea 12 del metro; y de Recursos Hidráulicos.
En las elecciones de 2013 fue nuevamente candidato del PRI a presidente municipal de Saltillo, pero resultó derrotado por candidato del PAN, Isidro López Villarreal y de 2013 a 2015 fue secretario de Organización del CEN de la Confederación Nacional de Organizaciones Populares. En 2018 fue postulado y electo por tercera ocasión diputado federal, nuevamente por el Distrito 7 de Coahuila, a la LXIV Legislatura, es secretario de la comisión de Defensa Nacional y de la comisión de Radio y Televisión; e integrante de la comisión de Vigilancia de la Auditoría Superior de la Federación.
En el año 2021, se unió al gabinete del gobernador Miguel Riquelme Solís como secretario de gobernación de Coahuila. 